# Maison du Dauphin (Tours)
La maison du Dauphin est situé à Tours dans le Vieux-Tours, au 26 rue Georges-Courteline. Le monument fait l’objet d’un classement au titre des monuments historiques depuis 1910.

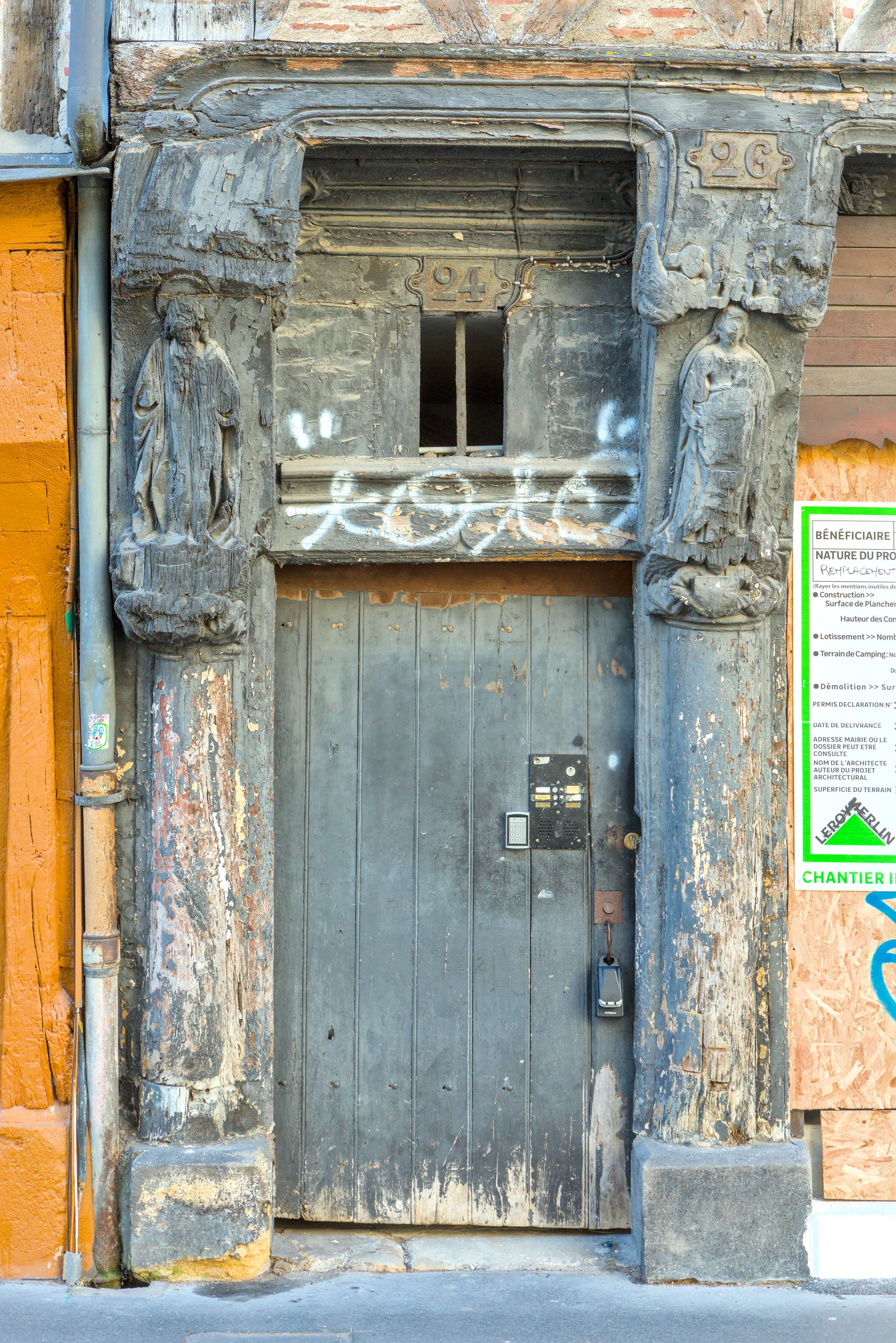
Le portail.